# Coffea bonnieri
Coffea bonnieri är en måreväxtart som beskrevs av Marcel Marie Maurice Dubard. Coffea bonnieri ingår i släktet Coffea och familjen måreväxter. Inga underarter finns listade i Catalogue of Life.